# Helge Blomquist
Karl Georg Helge Blomquist, född 27 augusti 1910 i Turinge församling i Stockholms län, död 13 november 1995 i Lidingö församling i Stockholms län, var en svensk militär.

## Biografi
Blomquist avlade examen vid Frans Schartaus Handelsinstitut 1929 och anställdes samma år som tjänsteman vid Statens sjukhusförvaltning. Han blev fänrik i Intendenturkårens reserv 1933 och löjtnant i Intendenturkårens reserv 1937 samt avlade intendenturexamen 1940. Efter att 1941 ha befordrats till kapten i Intendenturkåren var han från 1941 regementsintendent vid Gotlands artillerikår, varefter han tjänstgjorde vid Underhållsbyrån i Intendenturavdelningen på Arméförvaltningen, som lärare vid Intendenturförvaltningsskolan och som biträdande lärare i förvaltningstjänst vid Kungliga Krigsskolan från 1945. Efter att ha tjänstgjort som regementsintendent och befordrats till major i Intendenturkåren 1953 tjänstgjorde han vid Utrustningsbyrån i Intendenturavdelningen vid Arméförvaltningen till 1954 och vid Materielbyrån i Arméintendenturförvaltningen 1954–1956. Han var även lärare i förvaltningskunskap vid Kungliga Krigshögskolan från 1952 till 1955 eller 1956. Han var 1956–1959 chef för Drivmedelssektionen i Drivmedelsbyrån vid Arméintendenturförvaltningen, varpå han 1959–1961 var militärområdesintendent vid staben i IV. militärområdet. Han utbildade sig 1959 vid Försvarshögskolan.
År 1961 befordrades Blomquist till överste, varefter han 1961–1963 var chef för Drivmedelsbyrån vid Arméintendenturförvaltningen och 1963–1968 chef för Drivmedelsbyrån vid Försvarets intendenturverk. Åren 1968–1970 var Blomquist chef för Drivmedelsbyrån i Intendenturmaterielförvaltningen vid Försvarets materielverk. Han är gravsatt i minneslunden på Lidingö kyrkogård.

## Utmärkelser
- Kommendör av första klass av Svärdsorden, 17 november 1969.[24]